# Cristina Canoura
Cristina Canoura es una maestra, periodista y autora uruguaya. 

## Biografía
Desde 1992 y hasta 2009 trabajó en el semanario Búsqueda. Su libro Los invencibles; 16 historias de la ciencia en Uruguay (Aguilar), recibió el Premio Bartolomé Hidalgo en 2008, concedido la categoría Difusión Científica. Cristina Canoura fue galardonada con el Premio Legión del Libro otorgado por la Cámara Uruguaya del Libro.
Fue reconocida por la Academia Nacional de Medicina, por su compromiso en la difusión de temas complejos de salud y ciencia.
Desde 2010 es parte del equipo de edición de una revista bianual Nutriguía para Todos.

## Libros
- 2000, Utipías de ladrillo y cemento (con Emma Menoni).
- 2001, Mujeres Uruguayas. El lado femenino de nuestra historia (capítulo sobre Julia Arévalo).
- 2007, Los invencibles
- 2010, Hiperconectados (con Roberto Balaguer)
- 2011, ¿Quién es esa mujer?
- 2015, Utopías de ladrillo y cemento Parte 2